# Love Forever Shines
Love Forever Shines è l'ottavo album in studio della cantante statunitense Regina Belle, pubblicato nel 2008.

## Tracce
1. Love Forever Shines
2. Can't Nobody
3. Who Touched Me
4. God Is Good
5. Almost Slipped
6. I Hope He Understands
7. Victory
8. God Said
9. Good to Be Loved
10. Come Into This Place (Worship Song)
11. Coming Out of This
12. I Call on Jesus
13. My Destiny
14. I'll Never Leave You Alone